# 정함
정함은 고려 제18대 임금 의종 때의 내시이자 환관이다.
정함은 언제 태어나고 죽었는지는 알 수 없으나, 의종의 신임을 받아 그의 유모를 아내로 삼았다. 또한 그는 한반도 최초로 내시가 된 환관이고, 의종은 환관 정함 등을 측근으로 삼아 세력을 넓혔다. 하지만 문신들은 의종의 취미 생활과 세력 확장에 반대하여 의종은 문신 우대 정책을 펼쳤다. 결국 무신들은 차별받았고 이는 무신 정변이 발생하는 원인이자 계기가 된다. 이후 그에 대한 기록은 없다.